# 1239 Queteleta
1239 Queteleta är en asteroid i huvudbältet som upptäcktes den 4 februari 1932 av den belgiske astronomen Eugène Joseph Delporte.  Asteroidens preliminära beteckning var 1932 CB. Asteroiden fick senare namn efter den belgiske astronomen Adolphe Quetelet.
Queteletas senaste periheliepassage skedde den 6 februari 2023.